# Wilfried Dietrich
Wilfried Dietrich, né le 14 octobre 1933 à Schifferstadt et mort le 3 juin 1992 à Durbanville, était un lutteur allemand qui fut champion olympique de lutte libre et vice-champion olympique de lutte gréco-romaine.

## Palmarès

### Jeux olympiques
- Jeux olympiques d'été de 1956 à Melbourne :
  -  Médaille d'argent en lutte gréco-romaine (+ 87 kg).

- Jeux olympiques d'été de 1960 à Rome :
  -  Médaille d'or en lutte libre (+ 87 kg).
  -  Médaille d'argent en lutte gréco-romaine (+ 87 kg).

- Jeux olympiques d'été de 1964 à Tōkyō :
  -  Médaille de bronze en lutte gréco-romaine (+ 97 kg).

- Jeux olympiques d'été de 1968 à Mexico :
  -  Médaille de bronze en lutte libre (+ 97 kg).

### Championnats du monde
- 1957 :  Médaille d'argent en lutte libre (+ 87 kg).
- 1961 :  Médaille d'or en lutte libre (+ 87 kg).
- 1962 :  Médaille de bronze en lutte libre (+ 87 kg).
- 1962 :  Médaille de bronze en lutte gréco-romaine (+ 87 kg).
- 1969 :  Médaille d'argent en lutte libre (+ 87 kg).

### Championnats d'Europe
- 1967 :  Médaille d'or en lutte libre (+ 87 kg).